# ATC code B01
ATC code B01 عوامل ضد انعقاد زیرگروهی درمانی از سیستم طبقه‌بندی شیمیایی درمانی آناتومیک است. این سیستمِ متشکل از کدهای حرفی‌عددی را سازمان جهانی بهداشت برای طبقه‌بندی داروها و سایر تولیدات پزشکی ایجاد کرده است. زیرگروه B01 جزوی از گروه آناتومیک B خون و اُرگان‌های خون‌ساز است.

کدهای مورد استفاده در دامپزشکی (کدهای ATCvet) را می‌توان با گذاشتن حرف Q جلو کدهای انسانی ATC ایجاد کرد: مثلاً QB01. 
ممکن است نسخه‌های ملی از طبقه‌بندی ATC حاوی کدهای اضافه‌ای باشند که در این فهرست (نسخهٔ سازمان جهانی بهداشت) نیامده باشند.

## B01A عوامل ضد انعقاد

### B01AAویتامین کاantagonists
B01AA01 دی‌کومارول
B01AA02 فنین‌دیون
B01AA03 وارفارین
B01AA04 فن پروکومون
B01AA07 آسنوکومارول
B01AA08 Ethyl biscoumacetate
B01AA09 کلورین‌دیون
B01AA10 دی‌فنادیون
B01AA11 تیوکلومارول
B01AA12 فلوایندیون

### B01AB گروههپارین
B01AB01 هپارین
B01AB02 آنتی‌ترومبین
B01AB04 دالتپارین سدیم
B01AB05 انوکساپارین سدیم
B01AB06 نادروپارین کلسیم
B01AB07 پارناپارین سدیم
B01AB08 روی‌پارین سدیم
B01AB09 Danaparoid
B01AB10 تینزاپارین سدیم
B01AB11 Sulodexide
B01AB12 بمی‌پارین سدیم
B01AB51 Heparin, combinations

### B01ACپلاکتaggregation inhibitors excluding heparin
B01AC01 Ditazole
B01AC02 Cloricromen
B01AC03 Picotamide
B01AC04 کلوپیدوگرل
B01AC05 تیکلوپیدین
B01AC06 استیل‌سالیسیلیک اسید
B01AC07 دی پیریدامول
B01AC08 کرباسالات کلسیم
B01AC09 پروستاسیکلین
B01AC10 Indobufen
B01AC11 ایلوپروست
B01AC13 ابسیکسی‌مب
B01AC15 آلوکسی‌پرین
B01AC16 اپتی‌فیباتید
B01AC17 تیروفیبان
B01AC18 Triflusal
B01AC19 Beraprost
B01AC21 Treprostinil
B01AC22 پراسوگرل
B01AC23 Cilostazol
B01AC24 Ticagrelor
B01AC25 Cangrelor
B01AC26 Vorapaxar
B01AC27 Selexipag
B01AC30 Combinations
B01AC56 Acetylsalicylic acid, combinations with مهارکننده‌های پروتون پمپs

### B01AD آنزیم‌ها
B01AD01 استرپتوکیناز
B01AD02 فعال کننده بافتی پلاسمینوژن
B01AD03 Anistreplase
B01AD04 اوروکیناز
B01AD05 فیبرینولیزین
B01AD06 Brinase
B01AD07 Reteplase
B01AD08 Saruplase
B01AD09 Ancrod
B01AD10 Drotrecogin alfa (activated)
B01AD11 تنکتپلاز
B01AD12 Protein C

### B01AEبازدارنده‌های مستقیم ترومبینs
B01AE01 هیرودین
B01AE02 لپی‌رودین
B01AE03 آرگاتروبان
B01AE04 زیملاگاتران
B01AE05 زیملاگاتران
B01AE06 بیوالی‌رودین
B01AE07 دابیگاتران

### B01AFمهارکننده‌های مستقیم فاکتور دهs
B01AF01 ریواروکسابان
B01AF02 آپیکسابان
B01AF03 ادوکسابان

### B01AX سایر عوامل ضدانعقاد
B01AX01 Defibrotide
B01AX04 درماتان سولفات
B01AX05 فونداپارینوکس